# 小行星2552
小行星2552（2552 Remek）是一颗围绕太阳公转的小行星。1978年9月24日，安東寧·姆爾科斯在克萊季发现了此天体。
該小行星以捷克太空人弗拉迪米爾·雷梅克命名。
这颗小行星的绝对星等为343.59661等。